# Efrem Sirski
Efrem Sirski, svetnik katoliške in pravoslavne Cerkve, diakon, cerkveni učitelji, najpomembnejši sirski cerkveni oče, pesnik, ekseget, teolog; goduje 9. junija; * okoli 306 v  Nisibisu, Sirija (danes Nusaibin, Turčija), tedaj  del rimskega cesarstva; † 9. junij 373, Edesa (danes Şanlıurfa, Turčija).

## Življenje
Rojen je bil krščanskim staršem, nekateri pa menijo, da je bil njegov oče poganski duhovnik. Efrem je bil krščen šele pri  18 letih. Na njegovo življenje in delo je imel velik vpliv tedanji nisibijski škof Jakob (303 – 338), ki se je udeležil tudi nicejskega koncila (325), v mestu pa je osnoval tudi teološko šolo, ki se je kasneje zaradi perzijskih preganjanj preselila v Edeso in po zaslugi Efrema zaslovela.  Efrem je kot diakon v Edesi nadaljeval s pridiganjem in poučevanjem ter je postal gonilna sila te šole. Zadnjih deset let naj bi živel strogo, samotarsko, asketsko življenje. V tem času je napisal večino svojih del.  V Edesi se je srečal z mnogimi heretičnimi tokovi tedanjega časa (manihejci, arijanci, markioniti in bardesanovci) in se odločno boril proti njim tudi s pomočjo poezije, ki jo je pisal v sirskem jeziku (grško ni znal). Umrl je v Edesi, pokopan naj bi bil na pokopališču »tujcev«.
Njegov lik je bil pogosto idealiziran, o njem pa je razširjenih tudi več legend (npr. o njegovem srečanju z Bazilijem Velikim v Cezareji). 
Je najpomembnejši sirski cerkveni oče in pesnik patristične dobe. Njegovo delo je dragocen prispevek celotni vzhodni Cerkvi. Njegov pesniški dar mu je služil kot odličen pastoralni pripomoček pri oznanjevanju. Bil je dober poznavalec Svetega pisma. Še posebej pa ga poznamo kot vdanega častilca Device Marije. 
Papež Benedikt XV. ga je leta 1920 proglasil za cerkvenega učitelja.

## Dela
Efrem je znan je po svoji pobožnosti, učenosti in po pesniškem daru, s katerim še danes navdihuje bizantinsko liturgijo. Svoje teološko znanje je znal odlično preliti v pesniške verze in je zato dobil naziv »harfa Svetega Duha«. V njegovih literarnih delih ne zasledimo teoloških debat o trinitaričnih vprašanjih, ki so bile značilne za tisti čas (najbrž zato, ker ni poznal grščine). Njegove pesmi so se hitro širile tudi po zaslugi prevodov v različne jezike kot so: grščina, arabščina, etiopščina, nekaj krajših del pa je bilo prevedenih iz grščine tudi v latinščino in slovanske jezike. Po zaslugi teh prevodov dela Efrema Sirskega poznamo še danes.
Njegova dela so ohranjena v številnih rokopisih. Najstarejši je iz 5. stoletja. Ohranjala so se tudi po zaslugi prevodov v grški jezik in rabe njegovih pesmi v liturgiji. Njegova dela so zaradi številnih prepisov izgubila nekaj prvotne svežine. Mnoga njegova eksegetska dela so izgubljena ali pa ostajajo še neodkrita. 
Časovni okvir nastajanja njegovih del bi težko določili. Lahko pa jih razvrstimo glede na različne literarne vrste.

### Proza
Eksegetska dela 
- Svetopisemski komentarji Geneze (v sirščini), Exodusa; Diatessaron (Svetopisemska harmonija), pavlinska pisma (v armenščini). 
Efrem piše svetopisemske komentarje na mnoge staro in novozavezne knjige (ti so blizu targumskim in midraškim eksegezam), a mnogi teksti so žal izgubljeni (razlage Rutine, Ezdrove, Nehemijeve, Esterine knjige, Psalmov, Pregovorov, Visoke pesmi). Opazimo lahko, da je njegov svetopisemski kanon precej podoben današnjemu, je pa nekoliko negotov, ali bi v kanon sprejel tudi devterokanonične knjige. Med kanonične knjige uvrsti tudi apokrifno tretje pismo Korinčanom. Pri eksegezi spoštuje hebrejsko tradicijo in pogosto izhaja iz nje. Nagiba se k antiohijski tradiciji, previden je pri uporabi alegorije, nagiba se k dobesedni razlagi Svetega pisma.
- Pisma Hipatiju, Publiju
- Sermo de Domino nostro (Govor o našem Gospodu)
- asketska dela

### Poezija
Efremova teologija odseva armensko in mezopotamsko krščanstvo, ki je dokaj arhaično v primerjavi s teologijo njegovih sodobnikov Bazilija Velikega in Gregorija iz Nise.
- Metrične homilije, imenovane Memre - večina njegovih homilij je zapisanih v verzih.
- Cerkvene himne, imenovane Madraše. Nekatere himne so v obliki akrostihov.

Nekateri ga imenujejo Marijin pevec, saj je napisal veliko del Mariji na čast (20 himn). V svojih verzih se zaupno zateka k Mariji. Zelo znani sta njegova Molitev k Bogorodici in njegova Razlaga Geneze.